# Englandactis commensalis
Englandactis commensalis is een zeeanemonensoort. De anemoon komt uit het geslacht Englandactis . Englandactis commensalis werd in 1918 voor het eerst wetenschappelijk beschreven door Gravier. 